# Thestius pholeus
Thestius pholeus är en fjärilsart som beskrevs av Pieter Cramer 1779. Thestius pholeus ingår i släktet Thestius och familjen juvelvingar. Inga underarter finns listade i Catalogue of Life.

## Bildgalleri

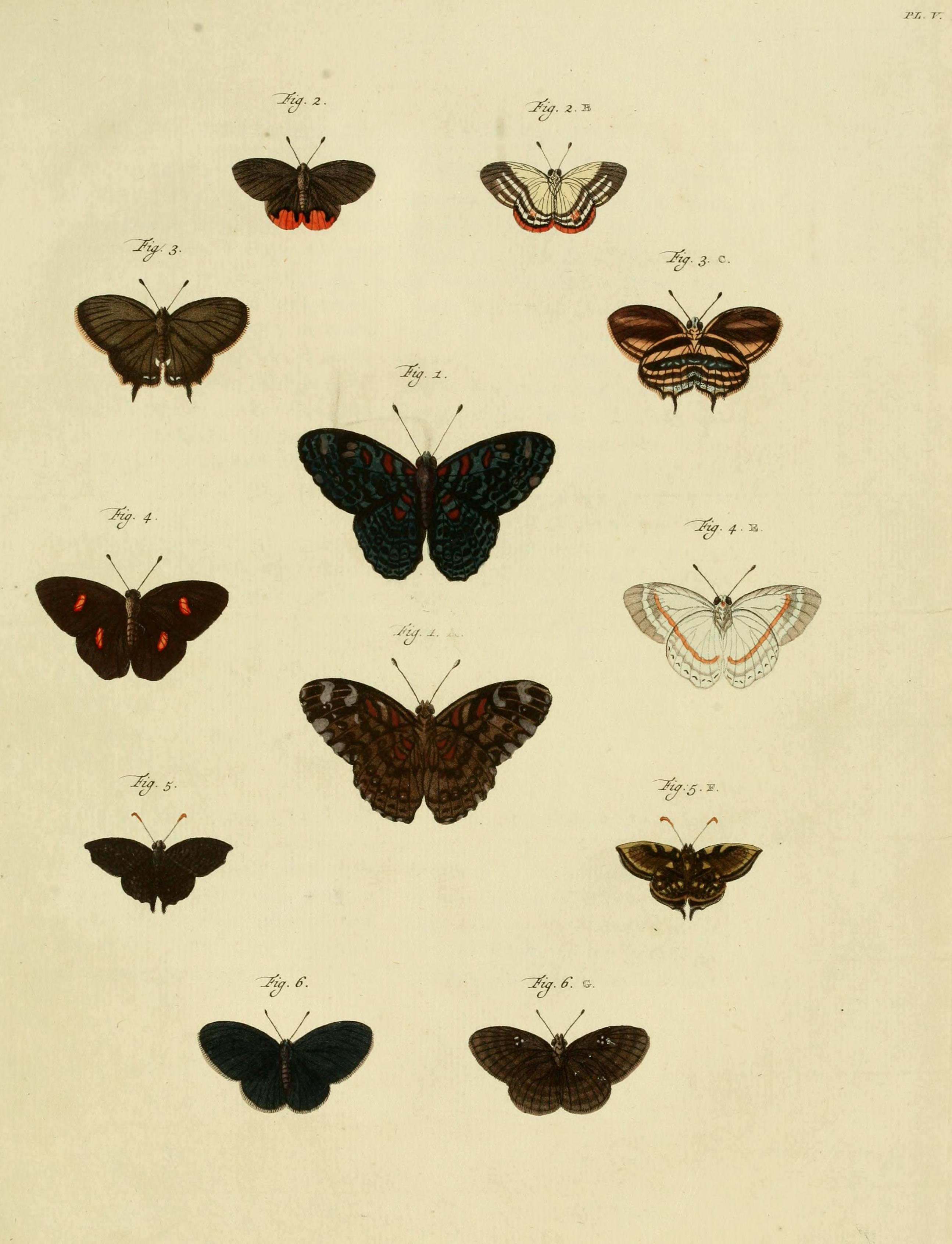
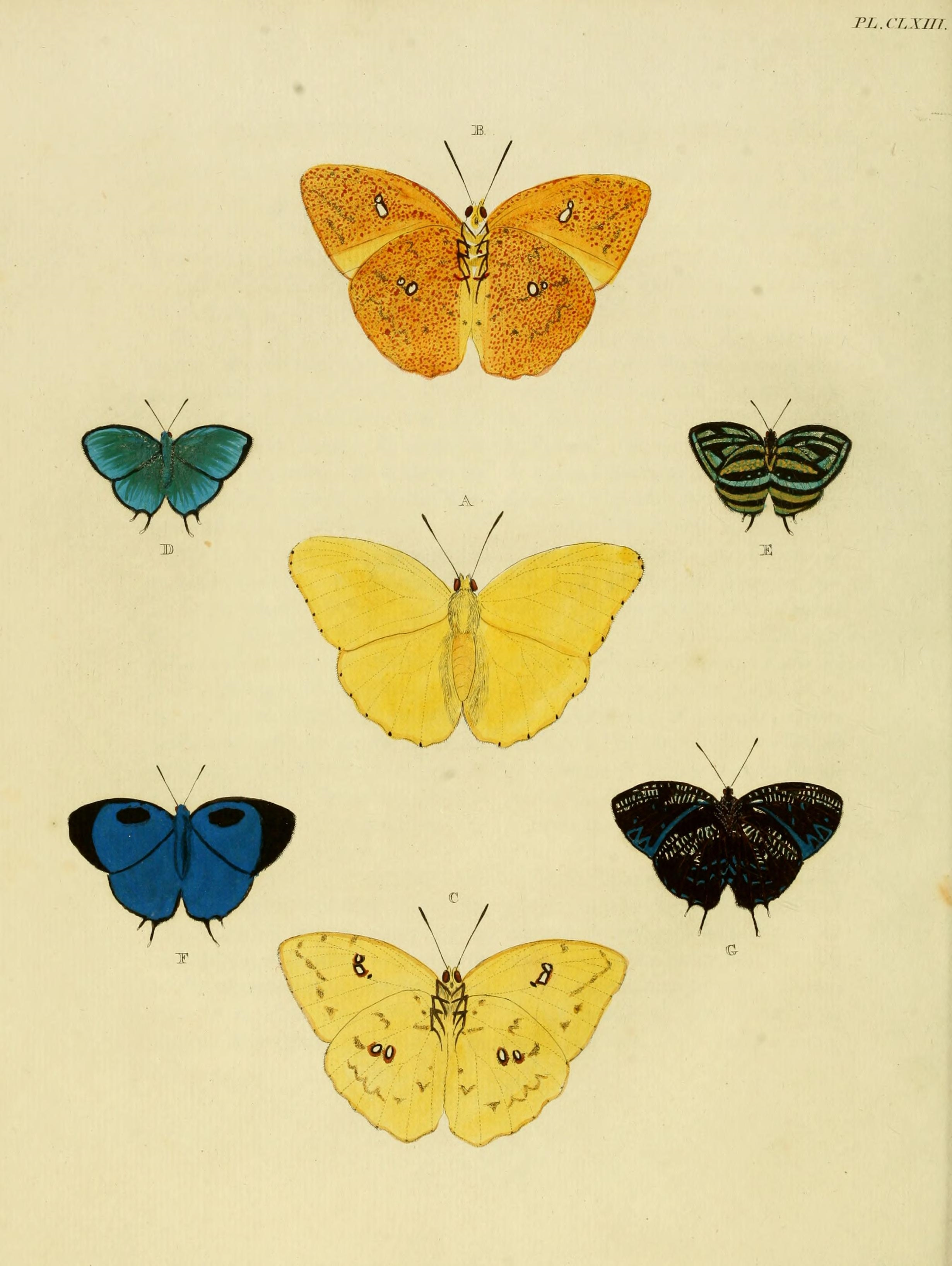
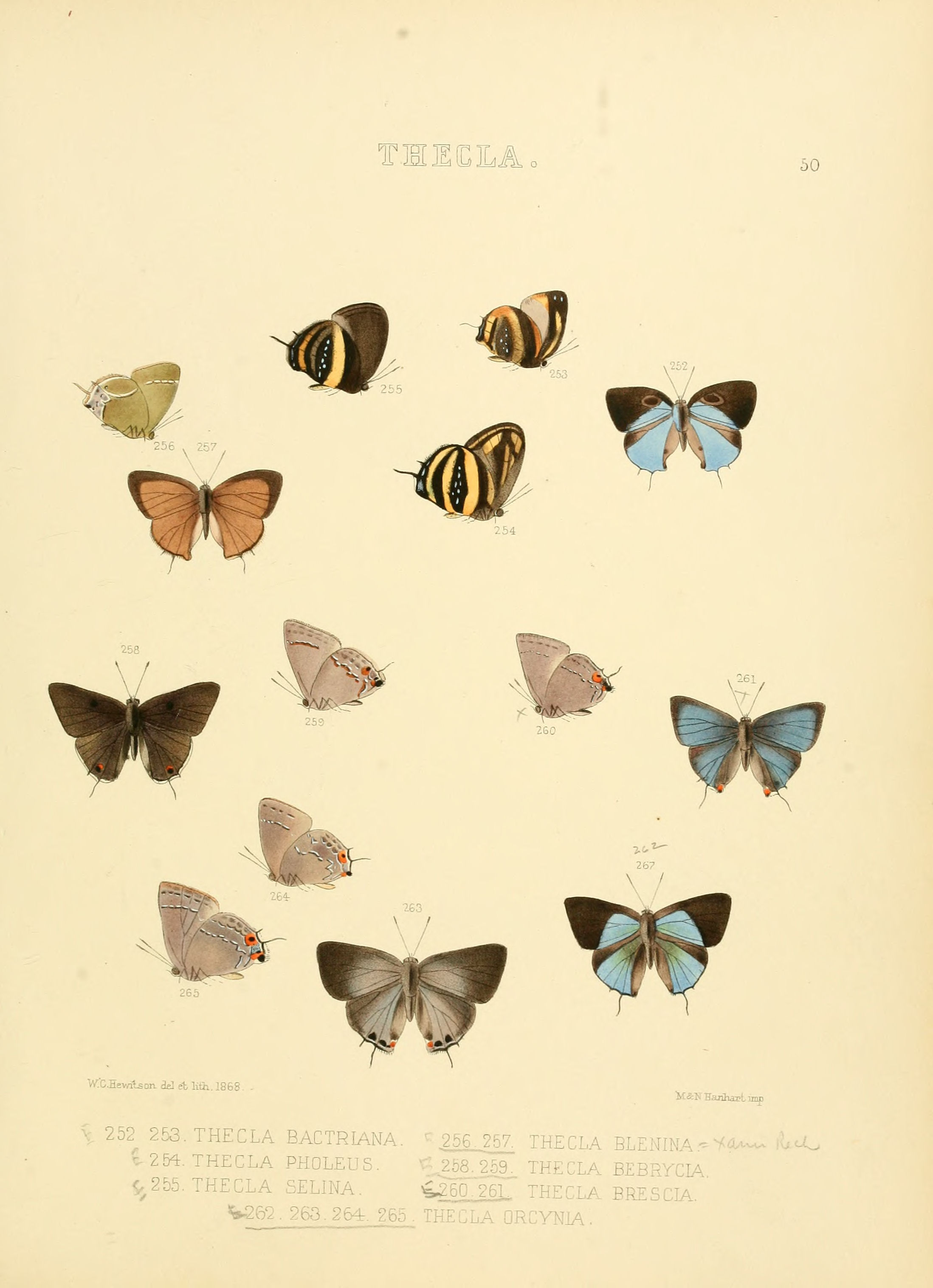